# 2021年香港政治制度改革
2021年香港政治制度改革是中共中央和中華人民共和國政府2021年所實施的香港政治制度改革。
2021年3月，十三屆全國人大四次會議審議《全國人大完善香港選舉制度的決定》，收緊香港選舉制度。當中收緊香港特别行政区所有級別選舉，包括行政長官、選舉委員會委員、立法會議員的候選人參選資格與議席產生辦法，以配合中共中央總書記習近平強調的中央政府對香港特別行政區落實「全面管治權」及「愛國者治港」管治模式。
此次的政治制度改革方案與2020年實行的港區國安法一樣，皆跳過了香港本地的立法機構，直接由全國人大進行立法。根据《基本法》第158條，《基本法》的解释权属于全国人民代表大会常务委员会；但《基本法》裏并沒有提及全國人大對于香港實行的法律擁有立法權。
中華人民共和國及香港特區政府將此次改革視爲是完善香港選舉制度的一項舉措；但以歐美爲首的西方國家集團則認爲此次改革代表著香港選舉制度的嚴重倒退。在其後舉行的2021年香港立法會選舉，自香港回歸以來長期在議會中占有席位的泛民主派徹底消失，以往擁有超過六成的直選議席全數「清零」，共90席的立法會議席中89席為建制派獲得。

## 發展過程
《香港特別行政區基本法》第45條及第68條分別訂明，行政長官和立法會議席要根據「實際情況和循序漸進的原則」以普選為目標。
對上一次香港特別行政區政府或中央政府願意推行香港政治制度改革是2014年，當時梁振英政府推出希望香港市民能「袋住先」的政治改革方案。然而方案因缺乏公民提名元素而引發甚大爭議，更接連引發2014年七一遊行、佔領中環與雨傘革命等事件。2015年6月18日2015年香港立法會政改表決事件中，相關政改方案遭大多數反對而無法通過。自始直至2021年特區政府與中國政府無制定任何新的政改方案或重新啟動政改程序。
全國人大常委會副委員長王晨說明「愛國者治港標準」，稱1984年鄧小平提到「港人治港」有一個界限及標準，就是「必須以愛國者為主體的港人」治理香港，「愛國者」標準有三，一是尊重自己民族，二是誠心誠意擁護祖國恢復對香港行使主權，三是不損害香港繁榮和穩定。反映中央政府及以習近平為核心的中共中央認為「反中亂港者出局」、不得進入政權機關，既是基本立場，亦是「一國兩制的紅線」，亦顯示2017年林鄭月娥政府上台後，由反修例運動、港區國安法，到全國人大提出修改選舉制度，中央政府及中共中央從根本上轉變處理香港問題的思路。

### 2003年二十三條立法引起50萬人上街

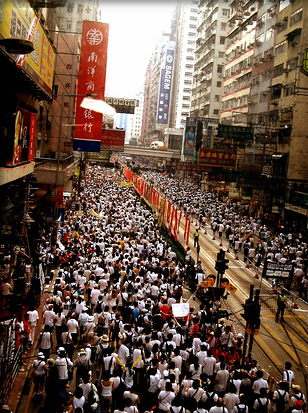
2003年7月1日，大批市民身穿白衣上街示威

2003年董建華政府計劃為《香港基本法》23條立法，結果引發50萬人上街，最後特區政府撤回立法程序。此舉動讓北京質疑港人對國家觀念不足。行政長官林鄭月娥在2021年亦引述國務院港澳事務辦公室主任夏寶龍指社會均出現鼓吹仇視中央及特區政府言論。而港區人大代表、行會成員葉國謙則引述中共中央港澳工作領導小組組長韓正指，自當年反23條起，香港形勢並非「非民主不民主的問題」，而是「顛覆和反顛覆的問題」。

### 反修例運動

#### 特區政府與市民關係

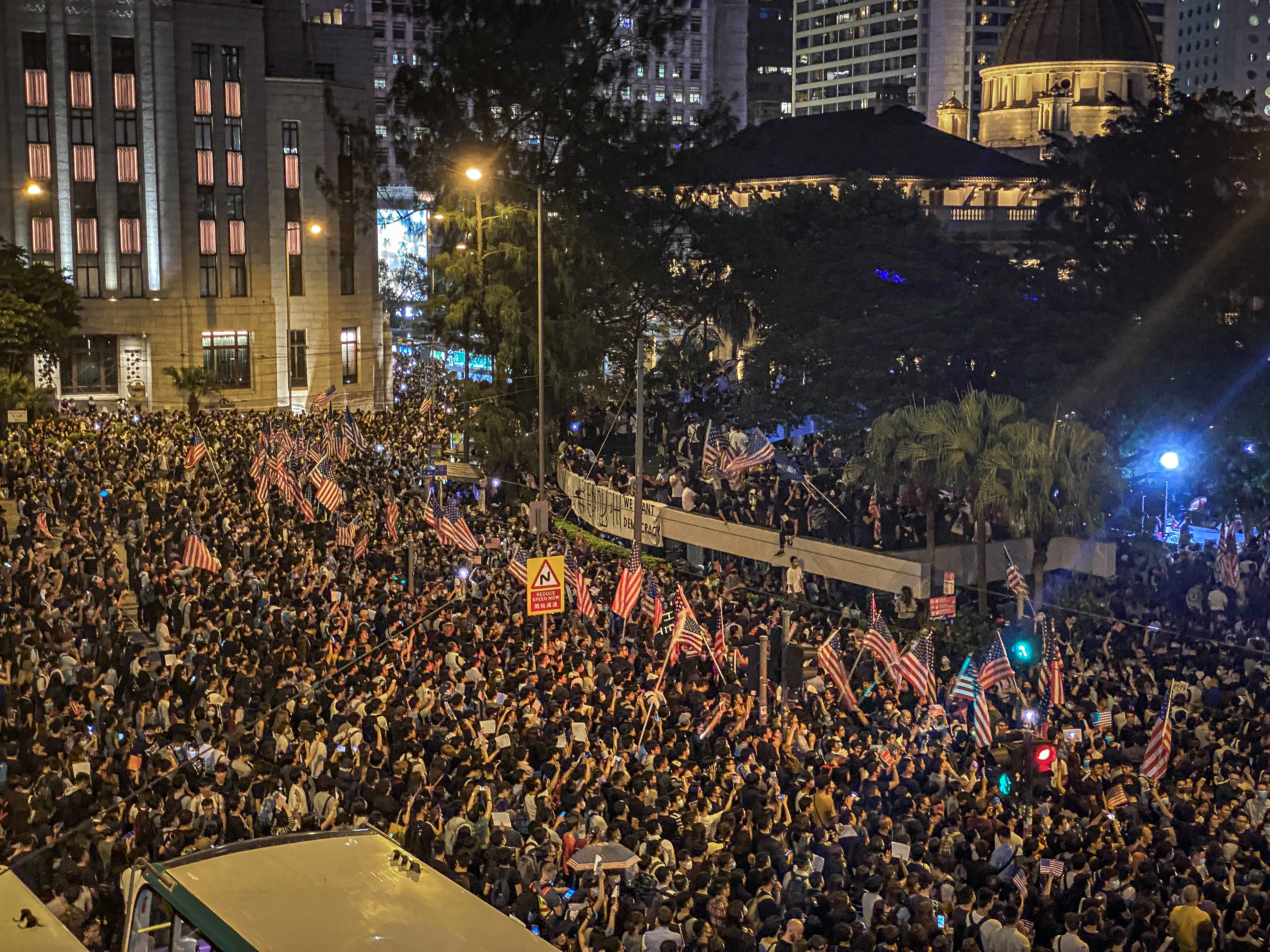
2019到2020年間，香港市民發起多場要求政府落實五大訴求的公眾集會。圖為2019年10月14日於中環進行的「香港人權民主法案集氣大會」

2019年3月31日起展開的反修例運動到了同年夏季出現較多激烈的警民衝突。然而香港特區政府仍未妥善處理政府與市民的關係與矛盾，包括仍未落實示威者要求成立獨立調查委員會的訴求：調查612事件、721元朗襲擊等事件，使社運規模日漸擴大，對林鄭月娥政府之不滿度亦愈來愈高。

#### 2019年香港區議會選舉

2019年香港區議會選舉結果地圖（勝出派別及當選者得票佔比）

2019年香港區議會選舉期間，選舉人數創下香港史上新高，共有2,943,842名登記選民投票，投票率71.23%。泛民主派、自決派及本土派在高投票率下，在多個選區大獲全勝，取得全港86%的直選議席（388席）；而建制派（59席）則遭遇空前慘敗。按票數劃分，民主派和建制派獲得的票數約為57.44%比41.32%，民主派大致比建制派多出44萬張選票。
此后在2020年4月，时任香港大學法律學院副教授戴耀廷撰文《真攬炒十步 這是香港的宿命》；大意為藉由「以35+為目標的民主派初選」，从而向特区政府施加压力，回应五大诉求；並在立法會否決財政預算案，反對基本法所規定的重要法案，如落實香港基本法第二十三條立法，導致特首辭職及政府停擺；甚或香港社會街頭抗爭變得更加激烈，「港人發動三罷，令香港社會陷入停頓」；最終逼使中央政府出手，促使西方國家對中國實行政治和經濟制裁；并揚言要藉此將中共拉下懸崖。

### 中央政府採取的措施
2021年1月15日，中共中央香港工委旗下媒體《文汇报》发表社评指稱「泛民主派把区议会变成煽動香港獨立的政治舞台」。
2021年1月27日，中共中央總書記習近平在聽取香港行政長官林鄭月娥工作匯報時，強調「愛國者治港」是一國兩制的根本原則。2月28日至3月1日，國務院港澳辦举办「愛國者治港」座談會，當中港澳辦主任夏寶龍表示「要落實習近平總書記指出的『愛國者治港』的原則，要根據香港實際情況設計，形成有香港特色的民主選舉制度」。
2021年3月4日晚上，十三屆全國人大四次會議新聞發布會，發言人張業遂表示：「第十三届全国人民代表大会第四次会议將審議人大常委會關於提請審議《全國人民代表大會關於完善香港特別行政區選舉制度的決定（草案）》的議案」。在鳳凰衛視記者問及如何修改選舉制度时，張業遂指出：「香港選舉制度需要完善，為全面準確貫徹『一國兩制』方針，全面落實『愛國者治港』原則，提供健全的制度保障」。
2021年3月5日，中共中央政治局委員、全國人大常委會副委員長王晨宣讀有關草案。王晨表示香港选举出现的亂象，顯示選舉制度出現明顯漏洞和缺陷，令反中亂港勢力有可乘之機，必須採取有力措施防範及化解風險，建議重新構建選舉委員會，擴大香港均衡有序的政治參與，確保落實愛國者治港。选举改革将採取「決定+修法」的方式，先由全國人大就完善選舉制度作決定，再授權全國人大常委會按決定修改基本法附件一和附件二，之後香港再進行本地立法。
2021年3月11日，十三屆全國人大四次會議以2,895票贊成、1票棄權，通過《關於完善香港選舉制度的決定》，授權全國人大常委會修改香港基本法附件一《行政長官的產生辦法》和附件二《立法會的產生辦法和表決程序》。
2021年3月22日，全国人大常委会委员长栗战书主持第十三届全国人大常委会第八十八次委员长会议。会议决定十三届全国人大常委会第二十七次会议于3月29日至30日在北京举行，并建议此次常委会会议按照法定程序审议全国人民代表大会常务委员会委员长会议关于提请审议《中华人民共和国香港特别行政区基本法附件一香港特别行政区行政长官的产生办法（修订草案）》的议案、全国人民代表大会常务委员会委员长会议关于提请审议《中华人民共和国香港特别行政区基本法附件二香港特别行政区立法会的产生办法和表决程序（修订草案）》的议案。
2021年3月30日，全国人大常委会经表决，全票通过新修订的《中华人民共和国香港特别行政区基本法附件一香港特别行政区行政长官的产生办法》、新修订的《中华人民共和国香港特别行政区基本法附件二香港特别行政区立法会的产生办法和表决程序》，并由习近平分别签署第75、76号主席令予以公布，自2021年3月31日起施行。

#### 法律表决结果
| 表决主题                                                                                         | 赞成票 | 反对票 | 弃权 | 出席常委会组成人员通过率 | 法定通過率 |
| ------------------------------------------------------------------------------------------------ | ------ | ------ | ---- | ------------------------ | ---------- |
| 《中华人民共和国香港特别行政区基本法附件一香港特别行政区行政长官的产生办法（修订草案）》         | 167票  | 0票    | 0票  | 100.00%                  | 95.43%     |
| 《中华人民共和国香港特别行政区基本法附件二香港特别行政区立法会的产生办法和表决程序（修订草案）》 | 167票  | 0票    | 0票  | 100.00%                  | 95.43%     |

## 改革內容

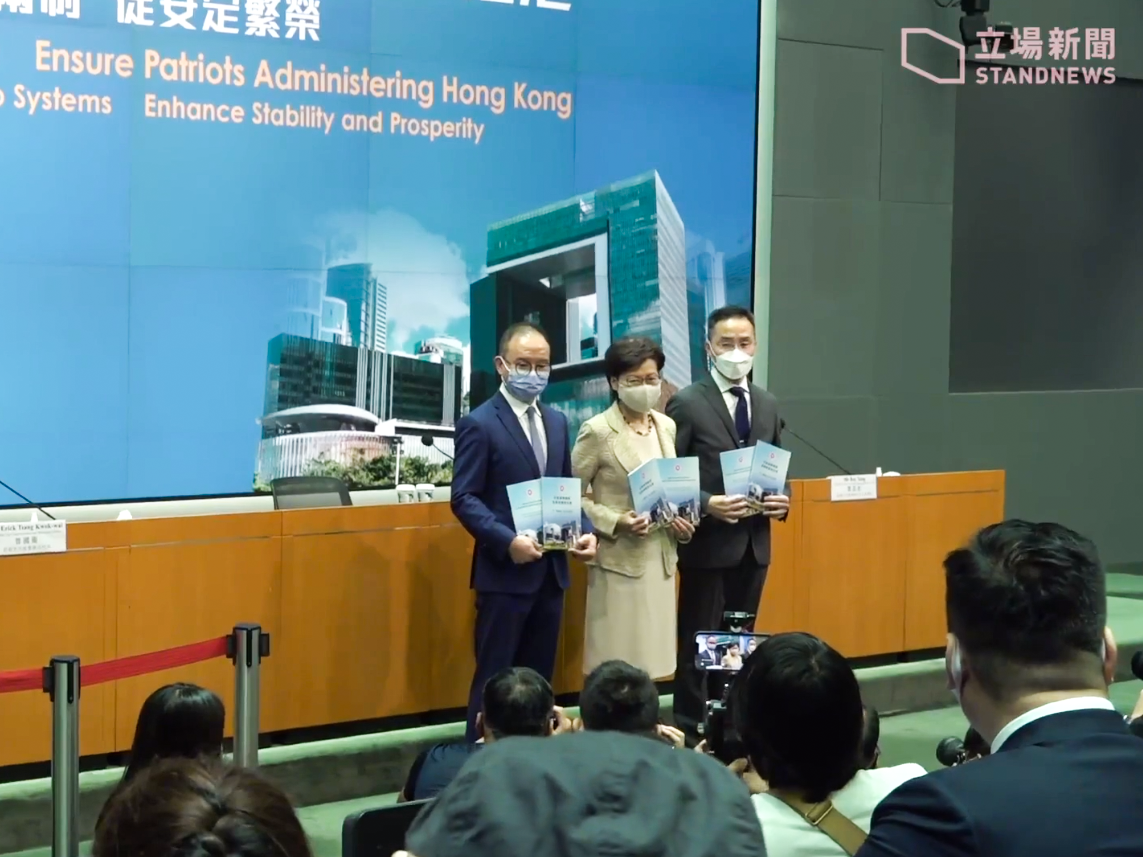
2021年3月30日，特首林鄭月娥與官員召開記者會公佈改變香港選舉制度

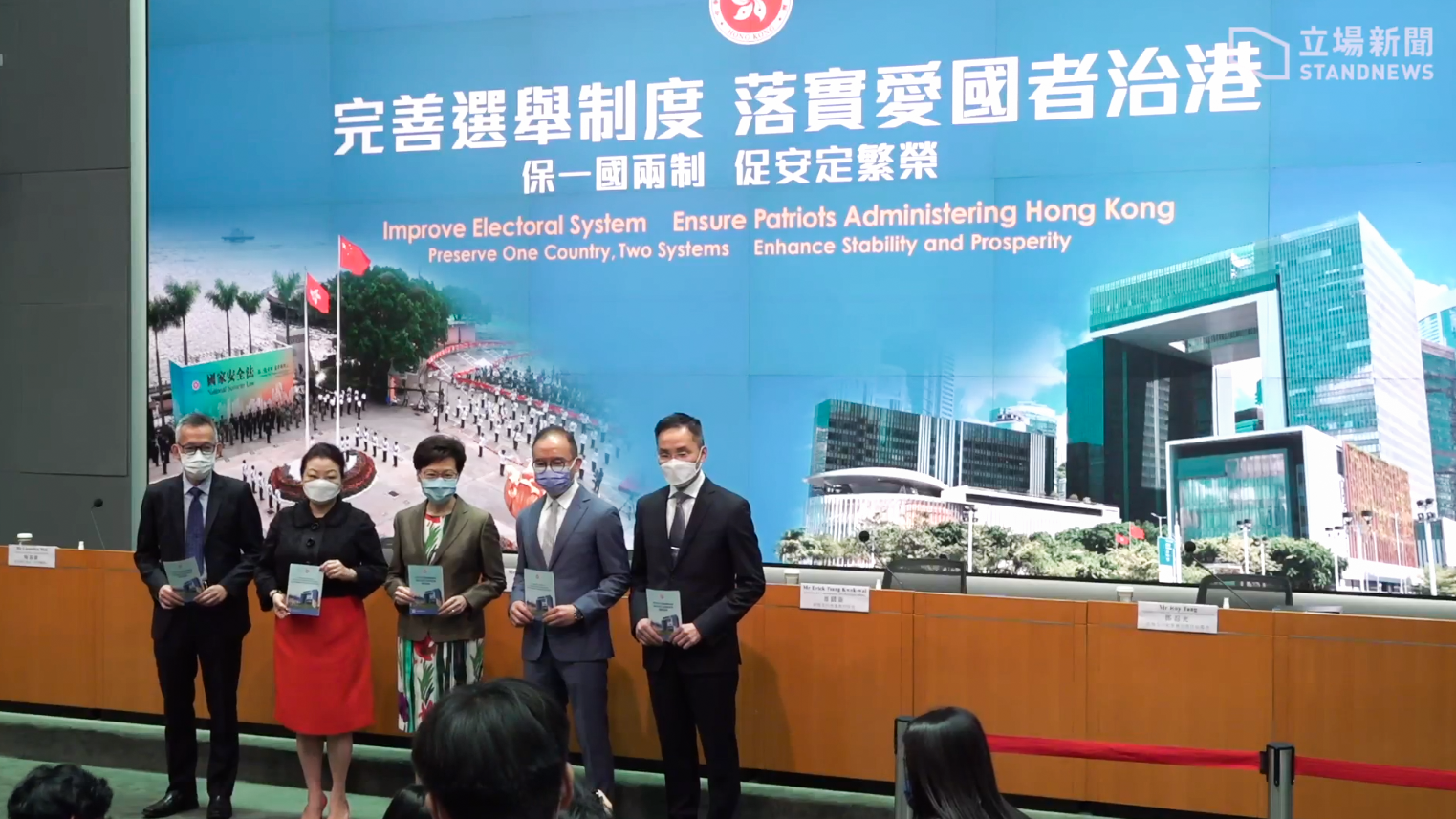
2021年4月13日，政府交代修改選舉制度草案

### 修改行政長官產生辦法
選舉委員會委員由1,200人增加至1,500人，由下列界別組成：
- 第一界別：工商、金融界（300人）
- 第二界別：專業界（300人）
- 第三界別：基層、勞工和宗教等界（300人）
- 第四界別：立法會議員、地區組織代表等界（300人）
- 第五界別：香港特別行政區全國人大代表、香港特別行政區全國政協委員和有關全國性團體香港成員的代表界（300人）

第一界別包括十八個界别分組：工業界（第一）（17席）、工業界（第二）（17席）、紡織及製衣界（17席）、商界（第一）（17席）、商界（第二）（17席）、商界（第三）（17席）、金融界（17席）、金融服務界（17席）、保險界（17席）、地產及建造界（17席）、航運交通界（17席） 、進出口界（17席）、旅遊界（17席）、酒店界（16席）、飲食界（16席）、批發及零售界（17席）、香港雇主聯合會（15席）、中小企業界（15席）。當中商界（第三）由原有的香港中國企業協會界別改名而成，而原有十七個界別分組調整席位後，加入15席中小企業界的界別。
第二界別設十個界別分組：科技創新界（30席）、工程界（30席）、建築測量都市規劃及園境界（30席）、會計界（30席）、法律界（30席）、教育界（30席）、體育演藝文化及出版界（30席）、醫學及衛生服務界（30席）、中醫界（30席）、社會福利界（30席）。當中社會福利界及體育演藝文化及出版界由第三界別轉隸第二界別，席位分別由60席減至30席。原有高等教育界席別遭到取消，併入教育界，醫學界及衛生服務界由各佔30席的兩個界別合為一個界別。而原有的資訊科技界改組後定名為科技創新界，維持30席。
第三界別設五個界別分組：漁農界（60席）、勞工界（60席）、基層社團（60席）、同鄉社團（60席）、宗教界（60席）。除上述社會福利界及體育演藝文化及出版界轉隸第二界別，加入基層社團及同鄉社團各60席的新界別分組。
第四界別設五個界別分組：立法會議員（90席）、鄉議局（27席）、港九分區委員會及地區撲滅罪行委員會、地區防火委員會委員的代表（76席）、“新界”分區委員會及地區撲滅罪行委員會、地區防火委員會委員的代表（80席）、內地港人團體的代表（27席）。當中原有香港特別行政區全國人大代表（36席）和香港特別行政區全國政協委員席位（51席）轉隸第五界別。原有區議會議員互選產生的港九區議會（57席）及新界區議會（60席）遭到取消，由港九分區委員會及地區撲滅罪行委員會、地區防火委員會委員的代表（76席）、“新界”分區委員會及地區撲滅罪行委員會、地區防火委員會委員的代表（80席）所取代，另外加入27席內地港人團體的代表的界別分組。
第五界別設兩個界別分組：香港特別行政區全國人大代表和香港特別行政區全國政協委員（190席）、有關全國性團體香港成員的代表（110席）。除上述香港特別行政區全國人大代表和香港特別行政區全國政協委員轉隸第四界別轉隸第五界別，基於香港特別行政區全國人大代表固定為36席，香港特別行政區全國政協委員由原有的51席大增103席至154席，另外加入110席的全國性團體香港成員的代表為新的界別分組。
除上述港區全國人大代表、港區全國政協委員、立法會議員撥歸有關界別分組外，方法第四項定明全國人大常委員香港基本法委員會香港委員、大學校長或者學校董事會或者校務委員會主席，以及工程界（15席）、建築測量都市規劃及園境界（15席）、教育界（5席）、醫學及衛生服務界（15席）、社會福利界（15席）等界別分組的法定機構、諮詢組織及相關團體負責人撥歸相應界別分組的選舉委員會委員。
同一項條款亦定明港區全國人大代表、港區全國政協委員除第五界別外，也可以在其有密切聯繫的選舉委員會其他界別分組登記為委員。而兩者佔用選舉委員會其他界別分組的名額，而非第五界別的名額。
與此同時除原有宗教界界別分組委員由提名產生外；科技創新界界別分組部分委員（15席）在中國科學院、中國工程院香港院士中提名產生；會計界界別分組部分委員（15席）在國家財政部聘任的香港會計諮詢專家中提名產生；法律界界別分組部分委員（9席）在中國法學會香港理事中提名產生；體育演藝文化及出版界界別分組部分委員（15席）由中國香港體育協會暨奧林匹克委員會、中國文學藝術界聯合會香港會員總會和香港出版總會分別提名產生；中醫界界別分組部分委員（15席）在世界中醫藥學會聯合會香港理事中提名產生；內地港人團體的代表界別分組委員（27席）由各內地港人團體提名產生，使選舉委員會委員選舉產生的名額有所減少。
另外條文定明委員由相應界別分組的合資格團體選民選出，取代部分界別以個人為本的選民制度。由法律規定具有代表性的機構、組織、團體或企業構成，有關團體和企業須獲得其所在界別分組相應資格後持續運作三年以上方可成為該界別分組選民。只有第四界別的鄉議局、港九分區委員會及地區撲滅罪行委員會、地區防火委員會委員的代表、“新界”分區委員會及地區撲滅罪行委員會、地區防火委員會委員的代表和第五界別的有關全國性團體香港成員的代表等界別分組的選舉委員會委員，可由個人選民選出。
而選舉委員會委員候選人須獲得其所在界別分組5個選民的提名。每個選民可提名不超過其所在界別分組選舉委員會委員名額的候選人。選舉委員會各界別分組選民根據提名的名單，以無記名投票選舉產生該界別分組的選舉委員會委員。選舉委員會設召集人制度，負責必要時召集選舉委員會會議，辦理有關事宜。總召集人由擔任國家領導職務的選舉委員會委員擔任，總召集人在選舉委員會每個界別各指定若干名召集人。
更新選舉委員會委員後的行政長官選舉，候選人須獲得不少於188名選舉委員會委員的提名，且上述五個界別中每個界別參與提名的委員須不少於15名。每名選舉委員會委員只可提出一名候選人。

### 修改立法會議席產生辦法
| 2016年（70席） - 地區直接選舉（35） - 超級區議會（5） - 傳統功能界別選舉 （30） |  | 2021年方案（90席） - 地區直接選舉（20） - 功能界別選舉（30） - 選舉委員會選舉（40） |

立法會議席組成變化：

立法會議席將會由70席增加至90席，並重設選舉委員會議席。改革前地區直選和功能組別各佔35席。改革後立法會的90個議席以40、30、20比例分配議席，選舉委員會功能界別40席；功能界別30席，地區直選20席。

香港立法會選區劃分地圖（自2021年）

| 地區直選（20席） - 香港島東（2） - 香港島西（2） - 九龍東（2） - 九龍西（2） - 九龍中（2） - 新界東南（2） - 新界北（2） - 新界西北（2） - 新界西南（2） - 新界東北（2） |

其中地區直選會分成10個選區，每區有2席，採用不可轉移單票制（雙議席單票制），選區劃分及投票方式會由特區政府規定。直選議席比例將會是1991年以來的新低。
而28個功能組別中，新增「港區人大政協及全國性團體」界別及商界（第三）。原有的區議會（第一）界別及區議會（第二）界別議席被取消。部分界別改變名稱，包括原本的資訊科技界改為科技創新界，並由過往以個人票和團體票混合投票，改為只剩團體選民投票。原本分別設有的醫學界及衞生服務界，將合併改名為醫療衞生界。另外9個功能組別，包括鄉議局、工程界、建築測量都市規劃及園境界、會計界、法律界、教育界、醫療衞生界、社會福利界及「港區人大政協及全國性團體」界別，會由個人票選出，其餘功能組別均由團體票產生議席，亦規定除法例列明的指明團體外，有關團體必須持續運作3年以上方能登記成為選民。當中港區人大及政協委員更可在立法會選舉中可選出42席，反之大部分香港市民在立法會選舉中只得地區直選一票。
提名門檻方面，立法會選委會的候選人須獲得不少於10名委員提名，而且每個界別參與提名的委員不少於2人。在功能組別，候選人須獲得界別不少於10個選民提名，以及在選委會每個界別不少於2人提名。在地區直選的候選人須獲得不少於100個選民，以及在選委會每個界別不少於2人提名。

### 立法會表決程序
基於加入由選舉委員會議席，在表決立法會議員個人提出的議案、法案和對政府法案的修正案的時候，均須分別經選舉委員會選舉產生的議員和功能團體選舉、分區直接選舉產生的議員兩部分出席會議議員各過半數通過，取代原有需功能組別、分區直選兩組分別通過的。

### 修改所有級別選舉之候選人參選資格
中央政府擬於香港各級選舉（包括選出行政長官、選舉委員會委員、立法會議員、區議會議員、新界村代表與街坊代表的選舉）引入審查制度。當局擬設篩選參選人的「候選人資格審查委員會」，查檢所有級別選舉的候選人是否符合參選資格。
新設立的候選人資格審查委員會由特區政府主要官員擔任，負責審查並確認選舉委員會委員候選人和行政長官候選人的資格。香港警務處國家安全處會就選舉委員會委員候選人和行政長官候選人是否符合擁護中華人民共和國香港特別行政區基本法、效忠中華人民共和國香港特別行政區的法定要求和條件作出判斷，並就不符合上述法定要求和條件者向香港特別行政區候選人資格審查委員會出具審查意見書。而候選人資格審查委員會根據維護國家安全委員會的審查意見書作出的選舉委員會委員候選人和行政長官候選人資格確認的決定，遭DQ（取消資格）人士不得提起訴訟。

### 選委會第四界別民選區議員全數削去
特首選委會第四界別原有的117席民選區議員全數削去，改為由民政事務總署署長委任的分區委員會、地區撲滅罪行委員會、地區防火委員會委員代表組成，合共約有2,385名委員互選出156個選委。分區委員會有112人為2019年香港區議會選舉落選的建制派人士，部分人更身兼多個委員會的委員。

### 選委會新增第五界別
選舉委員會新增名為「人大、政協、有關全國性團體香港成員代表界別」的第五界別，合共300人。《星島日報》指第五界別中全國性團體包括全國婦聯、全國青聯、全國僑聯、全國工商聯、中國作家協會及中國文聯，而第四界別的地區組織或包括新界社團聯會及九龍社團聯會等愛國愛港組織。而《經濟日報》引述消息指，政協委員和整個第五界別都由中共委任。
決定更列明香港特別行政區應當採取措施，依法規管操縱、破壞選舉的行為。而所有改動自2021年3月31日起施行，取代原有基本法附件一、附件二及有關修正案規定。《蘋果日報》發現與中國大陸相關的人大政協、「內地港人團體」、「全國性團體香港成員代表」等界別，至少佔443席。眾新聞亦保守估計中國政府及特區政府可從直接委任、透過法定機制影響及傳統友好團體，影響的選舉委員上調至801票。

### 選委會臨時選民登記冊公佈
2021年7月18日，選舉事務處公布選委會界別分組臨時選民登記冊，選民人數由逾24萬名選民跌至7891名選民，跌幅達97%。政治學者蔡子強認為選民基礎大減，選舉認受性亦成疑。
第三界別新增的基層社團分組中，404個選民包括香港島各界聯合會、九龍社團聯會、新界社團聯會，以及3會的屬會，當中有「開心一族」、「緣來一家」、「巔峰一族」、「閃亮家族」、「現代媽咪組」、「大角咀之友」等團體，亦有部分組織屬體育會或其他行業如海熊游泳會、冰鮮禽畜商會。記者難以在網上找到其相關資料及聯絡方法，多個團體的電話不通或不存在。《立場新聞》記者致電「閃亮家族」facebook專頁的電話，接聽人員拒絕透露團體成立年份、成立原因和主席身份等資料。《明報》記者致電香港普通話專業協會主席靳彤彤和海熊游泳會，當記者表明身分後，對方說「唔需要、唔得閒」便掛線。而「冰鮮禽畜商會」的兩個電話，接聽人均指公司為「佳聯冰鮮禽畜有限公司」，從未聽過「冰鮮禽畜商會」的事務。而「香港冰鮮禽畜業商會」主席郭時興接受《明報》訪問時表示，他自己作為行業龍頭，也從沒聽聞冰鮮禽畜商會。理大應用社會科學助理教授、香港民意研究所副行政總裁鍾劍華認為「部分基層團體滑稽」，認為選舉改革只想要找北京或港府能夠操控的人士，完全否定公眾參與及代表性。
另外，選委會就查冊加強限制，傳媒及政黨等最多只可以查3日。查冊期間亦不可錄音、拍照、錄影和抄錄資料，只能靠人腦記憶。

## 本地立法
2021年4月3日，政制及內地事務局局長曾國衞回應社會有人鼓吹冷待或杯葛選舉，他認為需要修例規管投「白票」的行為，確保選舉公開公正誠實。基本法委員會委員陳弘毅認為，選民不去投票，以及投廢票是他們的自由，無須透過法例規管。香港中文大學政治與行政學系高級講師蔡子強指，投白票意義是因為選民對現况不滿，他也沒有聽過世界上有地方是不容許投白票，也看不到鼓吹投白票如何傷害國家安全。他認為在新選舉制度下，政府已經奪市民的選舉，如果連白票也不能承受，反映政權極為虛弱。
4月13日，特區政府就《2021年完善選舉制度（綜合修訂）條例草案》刊憲本地立法。特區政府亦同時修訂《選舉（舞弊及非法行為）條例》，而禁止操縱、破壞選舉的行為。包括任何人在選舉期間內藉任何形式的公開活動煽惑他人不投票、投白票或廢票，即屬干犯非法行為，最高可判囚3年。任何人故意妨礙或阻止另一人在選舉中投票亦屬干犯舞弊行為。律政司司長鄭若驊表明市民作任何形式宣傳，如公開播放影片，在屋外懸掛標語「煽惑」和用任何方式發布相關內容都屬違法。
2021年5月26日，立法會恢復二讀辯論《2021年完善選舉制度（綜合修訂）條例草案》。
2021年5月27日，立法会三讀表決通過《2021年完善選舉制度（綜合修訂）條例草案》。
2021年5月29日，行政長官林鄭月娥簽署《2021年完善選舉制度（綜合修訂）條例》，條例於5月31日刊憲生效。

## 各方反應
香港民主派人士，前民主黨立法會議員李永達认为这是香港民主進程的大倒退。多数西方国家對此表示強烈反對，英國、美國、加拿大、澳洲、紐西蘭等多國及歐盟發表聲明嚴詞譴責中國中央政府顛覆和直接干預香港選舉制度及摧毀一國兩制和民主發展，完全違反《中英聯合聲明》；而越南、老撾、布隆迪等親中國家則支持中国決定。

### 香港特別行政區

#### 特区政府
行政長官林鄭月娥发表声明，表示对中央的决定表示坚定支持和由衷感谢。她说，“政治体制是中央事权，而选举制度是其重要的组成部分”。她重申，人大的决定完全合宪、合法。
政务司司长张建宗表示，坚定支持及欢迎全国人大通过决定，为完善香港特区的选举制度打下牢固基础，这是刻不容缓之举。
律政司司长郑若骅欢迎全国人大的决定，并认同只有落实“爱国者治港”，才能够全面贯彻“一国两制”的方针，确保香港保持繁荣和稳定，亦有利于维护国家主权、安全和发展利益。
保安局局长李家超认为，香港国安法实施后，香港由乱到治，但选举制度的漏洞和缺陷依然存在，对香港社会稳定及国家安全构成威胁。《全国人民代表大会关于完善香港特别行政区选举制度的决定》有力地处理和防范这些风险。“爱国者治港”将结束破坏香港的荒谬时期，开启建设香港的新篇章，让特区政府有效施政、改善民生、发展经济，让香港再展活力。
警务处处长邓炳强发表声明，称欢迎人大的决定，并表示将全力支持。

#### 建制派
- 民建联发表声明，表示全力支持全国人大通过《全国人民代表大会关于完善香港特别行政区选举制度的决定》。全国人大的决定有利落实基本法的行政主导原则，消除政治内耗，让社会集中精力推动变革，解决深层次问题，突破民生经济困局，促进公平与发展，进一步提升香港国际都市地位。[57]

- 工联会认为，完善香港选举制度，落实“爱国者治港”原则，有利香港结束长期以来的政制争拗和社会乱象，让“一国两制”可以重回正轨，香港可以重新出发。[57]
- 全国港澳研究会副会长、前特区政府中央政策组首席顾问劉兆佳表示，选举制度改革的下一步是“爱国力量的建设”。反中乱港者出局，不意味着建制派就可高枕无忧。相反中央会对特区管治团队提出更高的治理要求，而“爱国者治港”力量内部的良性竞争也会更加激烈。劉兆佳还认为，选委会的改革就是此次选举制度改革的核心，选委会本身的人数也将增多，将具备更强的社会代表性。[59]

#### 民主派
- 民主黨主席羅健熙认为人大常委會改變香港選舉制度令直選議席比率減少，立法會的代表性會更為降低，相信民主派的參政空間會更狹窄，批評全國人大的建議「走回頭路」，比香港剛主權移交時的情況更差[60]。他亦批評選舉委員會將取消區議會議席的做法不合邏輯，令人摸不著頭腦。他認為每項修訂將大幅減少香港人聲音帶入議會制度內，讓香港社會未來更加困難，不利發展。至於民主黨日後會否派人參選，仍有待內部商討。[61]

- 公共专业联盟創會主席及現任政策召集人黎廣德认为有關改革是增加中央控制選委會的安全系數，進一步淡化民主派的影響力。他指出，只要有一絲空間發聲，民主派人士都應該爭取，盡最大努力防止政制加快倒退[62]。

#### 學者
- 香港中文大學政治與行政學系副教授馬嶽認為大部份香港人從未聽過全國性組織，由他們來代表香港人選出特首完全缺乏代表性，而市民也無法得知何加入這些組織，指出「點樣（如何）代表香港人呢？」[41]
- 香港中文大學政治與行政學系高級講師蔡子強認為這是中央「安全系數」最高的方案，各領域「都收到最盡」限制泛民主派參選。[63]而撲滅罪行委員會及防火委員會等的代表能夠在選委會所佔較大的比例，更多於專業界別，形容是滑稽。[64]
- 時事評論員梁啟智質疑，選委會第四界別改為民政總署署長委任的分區委員會、地區滅罪和防火委員會。而民政事務局長由特首提名，認為之間有利益衝突。加上委員會的會議紀錄、財務狀况沒有在網上公開下，市民難以監察其工作。[65]
- 香港大學政治與公共行政學系教授陳祖為認為改革「荒謬」，指中央撕破高度自治承諾，香港政制民主進程是突然死亡。[63]
- 浸會大學政治及國際關係學系副教授陳家洛認為改革後不會再有真正的民主派，認為經篩選而產生的候選人只象徵官意，稱「近親繁殖」的方法不會有好結果。[66]
- 全国港澳研究会理事、香港城市大学法律学院前副院长顾敏康认为，基本法正文并非不可修改，但正文一般不能轻言修改，因其中蕴含着许多确保香港“一国两制”五十年不变承诺，而基本法附件一和附件二的修改此前已有先例，修订难度较小。

#### 民間調查
- 香港民意研究所在2021年4月9日發佈第一次調查結果，68%受訪者表示有關決定是民主倒退，61%受訪者反對新設立的候選人資格審查制度。2021年5月7日第二次調查結果，59%受訪者反對修改選舉制度，56%受訪者反對禁止公開呼籲他人不投票、投白票或投廢票，較上次調查結果上升。[66][67]

### 中华人民共和国（中國大陸）

#### 全国人民代表大会
2021年3月11日下午，第十三届全国人民代表大会第四次会议以2895票贊成、0票反對、1票棄權，表決通過《完善香港特別行政區選舉制度的決定（草案）》。

#### 学者
中国社会科学院法学研究所研究员支振锋认为，香港区议会没有任何政治功能，而是一个区域性咨询服务组织。取消区议员在选举委员会的席位，是回归基本法原意。而由于近年来香港出现的政治乱象亦与区议会政治化有关，对区议会与选委会关系的调整也旨在针对香港当前的现实问题。
中国社会科学院政治学研究所研究员樊鹏5日分析称，这一调整意味着选委会将在香港政治生活中扮演更重要的角色，香港政制增加了间接民主成分，“其制度设计将更加稳定，不容易被小党控制，也不容易出现‘政治素人一步登天’的情况。同时，立法会内一些‘左右摇摆’‘和中央坐地起价’的人的话语权也将受到限制”，未来“搞街头政治拉选票”将很难进入特区政治核心。
南开大学法学院台港澳研究中心主任李晓兵认为，此次香港选举改革被港内和世界高度关注，不排除出现一定争议，外部势力借此干涉中国内政，挑动对立，这需要通过中央和特区的充分、反复沟通来解决，争取社会共识。

### 英国

#### 政府
- 外交、聯邦及發展事務大臣藍韜文表示，這是北京為挖空香港民主辯論的空間而採取的最新措施，進一步破壞了對中國履行其國際責任和法律義務的信心和信任[69]。

- 亞洲國務大臣（英语：Minister of State for Asia）奈傑爾·亞當斯表示，英國看到中國政府採取了協調一致的行動，以扼殺香港民主和為之奮鬥的聲音[70]。

#### 國會
- 上議院議員奧爾頓勳爵表示，對香港民主的扼殺預示著中央政府的獨裁者將如何用「一黨一制」取代世界各地的多黨民主。民主國家必須提高自己的能力並捍衛自由[71]。

- 自由民主黨下議院議員蕾拉·莫蘭（英语：Layla Moran）表示，現在是英國加強行動的時候，自由民主黨要求英國政府按照國際法的規定，立即採取行動保護香港及其民主，包括引用《全球馬格尼茨基人權問責法》對中國政府及相關官員實施制裁[72]。

- 工黨下議院議員斯蒂芬·金諾克表示，香港的情況對台灣以及擁有的大量中國基建的英國來説是一個危險的信號，呼籲對英國與中國的關係進行重新評估，並提出一項新戰略來取代失敗的「黃金時代」，也是時候引用《全球馬格尼茨基人權問責法》對中國政府及相關官員實施制裁[73]。

- 自由民主黨下議院議員阿利斯泰爾·卡邁克爾表示，如果英國信仰自由主義價值觀和人權，那麼現在就必須引用《全球馬格尼茨基人權問責法》對中國政府及相關官員實施制裁[74]。

- 保守黨下議院議員施志安爵士表示，引用《全球馬格尼茨基人權問責法》對中國政府及相關官員實施制裁，是英國唯一可以採取的實際行動，明確表明在香港問題上，除非中國政府與國際秩序保持一致，否則將受到制裁[75]。

- 工黨下議院議員巴里·希爾曼表示，隨著中國政府的鎮壓，香港的任何真正民主選擇都將終結[76]。

- 保守黨下議院議員湯姆·藍道爾（英语：Tom Randall (politician)）表示，中國政府改變香港選舉制度的提議將終結香港的民主[77]。

- 保守黨下議院議員羅比·摩爾（英语：Robbie Moore (MP)）表示，這消息令人深感憂慮，並清楚地表明，中國政府決心取消香港的任何民主辯論。這破壞了中國政府對履行其國際責任和法律義務的信心和信任[78]。

- 工黨下議院議員尼爾·科伊爾表示，在「一國兩制」的謊言之上又再多一口棺材釘。中國政府違背了對香港的承諾，是一個醉心於經濟實力的專政，現在成為致力於民主和人權的國家所必須對付的合法目標[79]。

#### 政黨
- 自由民主黨表示，英國政府必須立即採取行動，以保護香港的民主和人權[80]。

#### 其他
- 前香港總督彭定康勳爵表示，中國政府進一步摧毀香港於法治下追求民主的自由，違背了所有諾言尤其是鄧小平的諾言，規定要成為愛國者必須宣誓效忠中共，這完全破壞了「一國兩制」的承諾。中共再次向世界展示了它不能被信任，對於所有信仰自由開放社會的人來說，這是一個持續而殘酷的危險[81]。

### 美国

#### 聯邦政府
- 國務卿布林肯表示，政治參與和民主代表的新限制使香港的民主制度不堪一擊，與中國的國際承諾背道而馳。美國與盟國和夥伴站在一起，為香港人的權利和自由大聲疾呼[82]。

- 國務院發言人愛德華·普萊斯在例行記者會上表示，中國改變香港選舉制度是對當地的自由及民主進程帶來直接打擊，譴責中國持續損害香港的民主體制[83]。

#### 國會
- 共和党愛達荷州聯邦參議員吉姆·里施表示，中共正在考慮通過改變香港選舉制度來進一步侵蝕香港的法治，迫使民主派的領導人保持沉默[84]。

- 共和党佛羅里達州聯邦參議員里克·斯科特表示，中共從不相信言論自由或異議，現在中共計劃改變香港選舉制度以永久壓制真正相信基本法的公職人員，可見中共的可恥壓迫是毫無底線[85]。

- 共和党亞利桑那州聯邦眾議員黛比·萊斯科（英语：Debbie Lesko）表示，中共正在繼續鎮壓香港的自由，方法是奪取民主派政治家的議席，並將其移交給中共的支持者[86]。

- 民主党加利福尼亞州聯邦眾議員艾倫·洛文塔爾（英语：Alan Lowenthal）表示，中國仍在繼續攻擊香港的自治和侵犯人權，國際社會一定不能保持沉默[87]。

- 民主党加利福尼亞州聯邦眾議員阿米·貝拉表示，自豪地加入由兩黨及參眾兩院的國會領導人組成的亞洲政策小組，譴責北京對香港選舉制度的提議修改，國會將繼續發聲支持自由、民主和正義的香港人[88]。

- 共和党猶他州聯邦參議員米特·羅姆尼表示，對香港選舉制度的修改反映中共對香港人自治、自由和基本人權日益嚴格的控制。美國政府必須使用可用的工具並與盟國合作以支持香港人[89]。

- 民主党新澤西州聯邦參議員羅伯特·曼南德茲表示，北京政府為打破香港自治而採取的最新舉措是向國際社會發出號召，國際社會必須與香港人站在一起，並確保中国面對背叛其承諾的真正後果[90]。

- 共和党田納西州聯邦參議員瑪莎·布萊克本表示，北京將不遺餘力地壓制香港的任何形式的自由和民主，美國必須追究他們的責任[91]。

- 民主党新澤西州聯邦眾議員弗蘭克·帕隆表示，中國繼續不遺餘力在香港扼殺言論自由和消除民主。因此很高興看到國務卿布林肯最近在阿拉斯加與中國領導人會晤時，強烈譴責北京對香港的鎮壓[92]。

- 共和党佛羅里達州聯邦眾議員瑪麗亞·埃爾維拉·薩拉查（英语：Maria Elvira Salazar）表示，殘酷的中共政權持續攻擊熱愛自由的香港人[93]。

- 共和党賓夕法尼亞州聯邦眾議員居伊·雷斯琴薩萊爾（英语：Guy Reschenthaler）表示，中共不斷剝奪香港的自由和自治，現在實施法律以限制香港人在其政府中的作用。美國政府現在應該奮起對抗中共，並與全世界熱愛自由的人民站在一起[94]。

### 加拿大

#### 聯邦政府
- 全球事務部表示，加拿大對中國全國人民代表大會旨在進一步限制政治參與的決定感到嚴重關切，香港的繁榮和復原力源於香港人的活力和公開表達[95]。

#### 國會
- 保守黨眾議員彼得·肯特（英语：Peter Kent）表示，擔心所謂堵塞「選舉漏洞」，只會確保「忠於北京」的人在香港當選[96]。

### 

#### 聯邦政府
- 外交部長馬里斯·佩恩表示，澳洲對北京改變香港選舉制度表示嚴重關切，因為這些改變削弱了香港的民主制度。香港人必須有渠道行使其基本的政治表達自由[97]。

#### 聯邦議會
- 工黨南澳州聯邦參議員黃英賢表示，北京對香港選舉制度的改變進一步削弱了香港人所享有的權利和自由，與北京對國際社會的承諾背道而馳[98]。

### 新西兰
- 外交部長娜奈婭·馬胡塔（英语：Nanaia Mahuta）表示，紐西蘭對最近北京改變香港選舉制度表示深切關注，這進一步破壞了香港的自主權。呼籲香港和北京當局履行其承諾[99]。

### 中華民國（臺灣）
中華民國總統蔡英文表示，近來中共修改香港選舉制度，以及用各種方式阻止民主派人士進入議會，讓香港的民主、自由大幅度倒退，令人十分遺憾。蔡英文說注意到先前中國以各種藉口取消香港民選民意代表資格，已經讓香港民主陷入危機，而且進一步扼殺港人選擇民意代表的權利，這無疑是毀棄「一國兩制」的政治承諾。蔡英文強調對香港議題立場不變，呼籲國際社會共同關注香港民主、自由倒退的問題。她重申，反對一國兩制是台灣人民、朝野政黨最大的共識，政府會堅守台灣民主自由，也會持續聲援香港。
大陆委员会表示，中共一方面宣稱「港人治港」，一方面又將其概念限縮為「愛國者治港」，並藉改變選制、政治檢控黨同伐異，以達其「愛黨者治港」之真實目的。

### 日本

#### 政府
- 外務省發表聲明指，自香港主權移交以來，香港一直享有自由開放的制度帶來的繁榮，在「一國兩制」框架下尊重各種意見，香港已發展成為亞洲的金融中心。從這個角度來看，日本一貫表示其長期立場，高度重視維護自由開放體系，確保香港民主穩定發展。關於香港最近的局勢，日本在不同場合與其他志同道合的國家表達了自己的聲音，包括與美國雙邊以及與澳洲，印度和美國的聯合。日本還於聯合國人權理事會上闡明了自己的立場。此外，關於中國政府決定改變香港選舉制度的問題，日本對國際社會表示了強烈關切，正如七國集團外交部長聲明中所表明的那樣。這會扼殺香港的政治多元化，這與香港基本法提出的爭取普選的目標背道而馳。特別是，這次的改變將進一步削弱人們對香港基本法和《中英聯合聲明》所規定的「一國兩制」框架的信心，這是香港繁榮的基石。亦有悖香港基本法的最終目的，就是由行政長官和立法會議員全部由普選產生。這是香港高度自治的重大挫折。日本不能忽視這一點。日本呼籲中國政府以公平的方式在香港舉行相關選舉，向代表廣泛政治見解的候選人開放。日本已向中國政府傳達了這種看法，並將繼續與國際社會合作，對中國政府採取具體行動[102]。

### 欧盟

#### 歐洲對外事務部
- 歐洲對外事務部發言人发表声明，认为香港选举制度的改革建议是消极的，也同之前进行的选举改革背道而驰，并违背《基本法》中实行普选的承诺。欧盟称将采取进一步措施以应对香港政治自由和人权的进一步恶化[103]。

#### 歐洲議會
- 歐洲綠黨議員包瑞翰認為，除非取消最後一位代表香港人政治意願的民主派代表資格，否則中共對香港的治理也不會感到滿意。中共堅持認為合法性源於等級制度的最高層，而不是人民[104]。

- 歐洲人民黨議員曼弗雷德·韋伯認為，深切關注中國政府對香港民主的新攻擊，不應該由中國來決定誰是不是「愛國者」，對香港的接管只會導致該地區更多的中國擴張主義，歐洲聯盟必須站在香港人的一方[105]。

- 歐洲民主黨議員埃格魯（德语：Engin Eroglu）認為，對北京政府的舉動不感意外，但仍然對此憤怒，強調不能視若無睹，而是要制裁香港行政長官林鄭月娥及其他破壞香港民主的人，以支持香港人[106]。

### 德国

#### 聯邦議院
- 自由民主黨議員克里斯蒂安·林德納表示，中國改變香港選舉制度將可影響香港議會選舉候選人的選擇，這就是民主的終結，歐盟各國外交部長應就共同應對措施達成共識，不能使民主就此倒退[107]。

### 丹麦
- 外交大臣捷比·科福德（丹麦语：Jeppe Kofod）表示，北京改變香港選舉制度是對香港民主不可接受的攻擊，完全違反「一國兩制」。北京應尊重香港的基本法，並履行其國際義務[108]。

### 瑞士
- 聯邦外交事務部發表聲明，指中國全國人大改變香港選舉制度進一步侵蝕香港的高度自治[109]。

### 國際組織
- 對華政策國會議員聯盟發表聲明，指中國全國人大會議更改香港選舉制度，名義上的「愛國者治港」實質是以「非愛國者」為借口剝奪民主派人士的被選舉權。聲明批評，此制度削弱民主進程，令民主制度變成一紙空文，指中國違反《中英聯合聲明》的一國兩制承諾，對華政策國會議員聯盟予以強烈譴責[110]。